# (11018) 1983 CZ2
1983 سي زد 2 (ويعرف أيضًا باسم (11018) 1983 سي زد 2 وفق تسمية الكوكب الصغير) (بالإنجليزية: 1983 CZ2)‏ هو كويكب ضمن حزام الكويكبات؛ وترتيبه 11018 من حيث الاكتشاف.
اكتُشف هذا الجُرم الفلكي بواسطة نورمان جي. توماس في 15 فبراير 1983.

## وصلات خارجية
- (11018) 1983 CZ2 في قاعدة بيانات مختبر الدفع النفاث لأجرام النظام الشمسي الصغيرة

- الاكتشاف · مخطط المدار ·  العناصر المدارية · المعلمات المادية

- (11018) 1983 CZ2 على موقع ويكي سكاي: DSS2, SDSS, GALEX, IRAS, Hydrogen α, X-Ray, Astrophoto, Sky Map, Articles and images